# STARTING OVER (エレファントカシマシのアルバム)
『STARTING OVER』（スターティング・オーヴァー）は、エレファントカシマシの18枚目のアルバム。

## 概要
- エレファントカシマシがユニバーサルミュージックへ移籍しての第一弾アルバム。
- 初回限定盤には「俺たちの明日」、「笑顔の未来へ」、「俺たちの明日-director's cut-」の三種類のプロモーションビデオが収録されているDVDが付属している。
- 全て作詞・作曲は宮本浩次だが、バンドとして初のカバー音源「翳りゆく部屋」（作詞・作曲 / 荒井由実）も収録されている。
- 「リッスントゥザミュージック」が西日本シティ銀行のTVCF曲になる。
- オリコン週間チャートでは7位を記録し、「sweet memory〜エレカシ青春セレクション〜」以来7年4か月ぶりにTOP10入りを果たし、再ブレイクを果たした。

## 収録曲
全作詞・作曲：宮本浩次（注記を除く）
1. 今はここが真ん中さ!
編曲：蔦谷好位置
2. 笑顔の未来へ
編曲：蔦谷好位置、エレファントカシマシ
34thシングル曲。
3. こうして部屋で寝転んでるとまるで死ぬのを待ってるみたい
編曲：蔦谷好位置、エレファントカシマシ
4. リッスントゥザミュージック
編曲：蔦谷好位置、エレファントカシマシ
5. まぬけなJohnny
編曲：YANAGIMAN、エレファントカシマシ
6. さよならパーティー
編曲：蔦谷好位置、エレファントカシマシ
33rdシングルC/W。
7. starting over
編曲：YANAGIMAN、エレファントカシマシ
8. 翳りゆく部屋
作詞・作曲：荒井由実　編曲：蔦谷好位置、エレファントカシマシ
9. 冬の朝
10. 俺たちの明日
編曲：YANAGIMAN、エレファントカシマシ
33rdシングル曲。
11. FLYER
編曲：YANAGIMAN、エレファントカシマシ

## その他
- 泉谷しげるとの対談にて、約二ヵ月後にリリースされたシングル「桜の花、舞い上がる道を」が、このアルバムに収録されなかった理由を聞かれた際に、宮本は『係の人（レコード会社）の意向で･･･。』と答え、『自分で決めろよ！（笑）』と泉谷に言われる。